# Joe Ceurvorst
Joe Ceurvorst, aussi Joë Ceurvorst, est un dessinateur de bande dessinée et traducteur belge, également aventurier.
Il a effectué plusieurs traductions pour les éditions Marabout dans les années 1960, notamment une traduction du roman Frankenstein ou le Prométhée moderne de Mary Shelley, parue en 1964, un an après la traduction par Lucienne Molitor du roman Dracula de Bram Stoker publiée chez le même éditeur.
Au début des années 1950, il part en expédition sur le continent africain à bord d'une Jeep Mosquito, et relate son périple dans le livre L'Afrique en jeep : Sahara - Niger - Congo - Nil - 35 000 km publié en 1952 aux éditions Hatier-Boivin .

### Récit
- Joe Ceurvorst, L'Afrique en jeep : Sahara - Niger - Congo - Nil - 35.000 km, Hatier-Boivin, 1952, 251 p.
- Joe Ceurvorst (trad. Mervyn Savil), Africa in a jeep, Staples Press, 1956, 206 p.

### Traductions
- Ronald Muirden et Will (ill.), Le Chevalier au chapeau mou (A Knigh In A Slouch Hat - 1936 Wright & Brown, London), Marcinelle, J. Dupuis & Fils, coll. « jaune » (no 103), 1954, 256 p.
- Mary Shelley, Frankenstein ou le Prométhée moderne, Paris, Gérard et Cie, coll. « Marabout Géant » (no 203), 1964, 416 p.
- Louis Hagen, A l'ombre du Führer : 9 Allemands parlent..., Paris, Gérard et Cie, coll. « Marabout Géant » (no 206), 1964, 469 p.
- R. L. Enfield, L'Enfer des Ardennes : Ardennes break through. Gérard et Cie, coll. « Marabout Junior » no 209, 1964, 146 p.
- Kurt Singer, Mata-Hari : Le roman d'une espionne, Paris, Gérard et Cie, coll. « Marabout Géant » (no 221), 1965, 314 p.
- R.A.F. Flying Review, S'évader pour combattre : 10 récits d'évasion..., Paris, Gérard et Cie, coll. « Marabout Junior » (no 265), 1964, 150 p.
- James Gant, L'Enfer du ciel : High horror, Paris, Gérard et Cie, coll. « Marabout Junior » (no 313), 1966, 150 p.
- R. L. Enfield, Des Héros et des hommes : How few the brave, Paris, Gérard et Cie, coll. « Marabout Junior » (no 321), 1965, 148 p.
- Stan Smith, Plongée immédiate : Dive, dive !, Paris, Gérard et Cie, coll. « Marabout Junior » (no 327), 1966, 153 p.
- R. L. Enfield, La Patrouille de la mort : Unseen enemy, Paris, Gérard et Cie, coll. « Marabout Junior » (no 342), 1965, 154 p.

#### Livres
: document utilisé comme source pour la rédaction de cet article.
- Jean Van Hamme, Introduction à la bande dessinée belge, Bruxelles, Bibliothèque royale de Belgique, 1968, 80 p., ill. ; 26 cm (lire en ligne), p. 9[catalogue] publié à l'occasion de l'exposition La bande dessinée en Belqique, Bibliothèque Albert Ier, [Bruxelles], du 29 juin au 25 août 1968.